# Scarface (roman)
Pour l’article homonyme, voir Scarface.
Scarface (titre original : Scarface) est un roman américain d'Armitage Trail publié en 1930. Le roman est paru en France en 1992 dans la collection Rivages/Noir (no 126). 
Le roman a connu deux adaptations cinématographiques, la première en 1932 par Howard Hawks, avec Paul Muni ; la deuxième par Brian de Palma en 1983, avec Al Pacino dans le rôle titre.
Publié le 1er janvier 1930, Scarface rend son auteur célèbre du jour au lendemain. 

## Résumé
Le roman raconte l'ascension de Tony Camonte, un jeune gangster de Chicago. 
Immigrant italien, Antonio Camonte, dit Tony, travaille pendant l'époque de la prohibition sous les ordres du mafieux John "Johnny" Lovo et accepte la tâche hasardeuse d'assassiner "Big" Louis Costillo, le chef d'une bande rivale. 
Après ce coup d'éclat, Tony devient le lieutenant de Love qui contrôle maintenant une large part des speakeasies de la ville. Grâce aux confidences de Poppy, la copine de Love, Tony accroît peu à peu son autorité, ne reculant devant aucun meurtre et orchestrant même des massacres pour s'assurer les pleins pouvoirs sur tout le milieu de la pègre.  

## Analyse
Selon Claude Mesplède, « si le protagoniste est inspiré du célèbre gangster Al Capone, le récit n'a qu'un lointain rapport avec la véritable histoire de celui-ci ». Armitage Trail qui s'est servi de sa connaissance du milieu et de la mafia de Chicago, écrit dans ce roman une « reconstitution de l'époque de la prohibition [...] rendue d'excellente façon et relève presque du documentaire ».
Benoit Tadié, dans son ouvrage Front criminel : une histoire du polar américain publié en 2018, fait de Scarface un des deux ouvrages historiquement important du livre de gangster. Son alter-ego est Le Petit César de W. R. Burnett.

## Éditions
Édition originale américaine
- (en) Armitage Trail, Scarface, New York, A. L. Burt and Co., 1930

Éditions françaises
- (fr) Armitage Trail (auteur) et Franck Reichert (traducteur) (trad. de l'anglais), Scarface [« Scarface »], Paris, Payot & Rivages, coll. « Rivages/Noir no 126 », 1992, 215 p. (ISBN 2-86930-523-0, BNF 35567628)
- (fr) Armitage Trail (auteur) et Franck Reichert (traducteur) (trad. de l'anglais), Scarface [« Scarface »], Paris, Payot & Rivages - Télérama, coll. « Perles noires no 7 », 2010, 214 p. (ISBN 978-2-86930-523-6, BNF 42178345)

## Adaptations cinématographiques
Le roman est adapté à deux reprises au cinéma :
- 1932 : Scarface, film américain réalisé par Howard Hawks, scénario de Ben Hecht, avec Paul Muni dans le rôle de Tony Camonte
- 1983 : Scarface, film américain réalisé par Brian de Palma, scénario d'Oliver Stone, avec Al Pacino dans le rôle de Tony Camonte, rebaptisé Tony Montana